# 세리나 빈센트
서리나 빈센트(Cerina Vincent, 1979년 2월 7일 ~ )는 미국의 배우이다.

## 출연 작품
- 아버지의 기억 (2017)
- 프릭스 오브 네이처 (2015)
- 태그 (2013)
- 브링 미 더 헤드 오브 랜스 헨릭슨 (2012)
- 고스트 킬러: 모니카 (2012)
- 컴플레이슨트 (2010)
- 저스트 애드 워터 (2008)
- 에브리바디 원츠 투 비 이탈리안 (2008)
- Toxic (2008)
- 헌티드 힐 2 (2007)
- 새스콰치 마운틴 (2006)
- 잇 웨이츠 (2005)
- 낯선 여인과의 하루 (2005)
- 머더 셋 피시즈 (2004)
- 캐빈 피버 (2002)
- 섹스 아카데미 (2001)

### 텔레비전
- 파워레인저 로스트 갤럭시 (1999)
- 두 남자와 1/2 (2008)
- 중간 딸은 힘들어 (2016-18)